# ストーニー・エンド
「ストーニー・エンド」（"Stoney End"）はローラ・ニーロが作詞作曲し、1967年2月のアルバム『モア・ザン・ナ・ニュー・ディスカバリー』でリリースした曲。子供時代の友人であるアラン・メリルによれば、ニーロはゴスペルの影響を受けたアップテンポなこの曲を、最初はゆっくりしたペースで演奏するつもりだった。この曲の最もよく知られたバージョンは1970年のバーブラ・ストライサンドがヒットさせたバージョンである。
ストライサンドは「ストーニー・エンド」を12枚目のスタジオアルバムのタイトル曲として録音した。この曲はレコードプロデューサーのリチャード・ペリーがストライサンドに勧め、ファニーのメンバーがバックボーカルをつとめた。
この曲は1971年初頭にアメリカのビルボード・ホット100で6位に達し、ストライサンドにとって2曲目のトップ10ヒットとなった。アダルト・コンテンポラリー・チャートでは2位に達し、カナダでは5位となった。

## チャートでの成績

### 週間チャート
| チャート（1970–71年）                 | 最高順位 |
| ------------------------------------- | -------- |
| カナダ RPM トップ・シングル           | 5        |
| カナダ RPM アダルト・コンテンポラリー | 29       |
| 全英シングルチャート                  | 27       |
| 全米 ビルボード・ホット100            | 6        |
| 全米 ビルボード・イージー・リスニング | 2        |
| 全米 キャッシュボックス トップ100     | 7        |

### 年間チャート
| チャート（1971年）      | 順位 |
| ----------------------- | ---- |
| カナダ                  | 65   |
| 全米 キャッシュボックス | 99   |

## その他のバージョン
- リンダ・ロンシュタットを擁するストーン・ポニーズ（英語版）は1968年に「ストーニー・エンド」の穏やかなバージョンをアルバム  Linda Ronstadt, Stone Poneys and Friends, Vol. III でレコーディングした。

- 「ストーニー・エンド」は1968年にペギー・リプトンによっても録音された。リプトンのバージョンはアメリカのビルボードのバブリング・アンダー・ホット100チャートで121位に到達した。

- ペギー・リプトンのバックボーカルを担当したザ・ブロッサムズ（英語版）は1969年のシングル "Wonderful" のB面としてこの曲を録音した。

- 「ストーニー・エンド」はニュージーランドのデュオ、ザ・チックス（英語版）によっても演奏されている。このバージョンは1970年1月にニュージーランドのチャートで21位に達した[7]。

- 「ストーニー・エンド」はまた、ダイアナ・ロス、ベス・ニールセン・チャップマン（英語版）、メイナード・ファーガソン、ジュディ・クーン（英語版）などによってもレコーディングされている。